# Valvatna
Valvatna är en tidigare tätort i Stords kommun i Vestland fylke i västra Norge. Orten ligger vid fylkesväg 545, vid sidan av Europaväg 39, väster om staden Leirvik.
Sedan 2013 räknas bebyggelsen i orten som en del av tätorten Leirvik.